# Andreina Gómez
Andreina Gómez (Caracas, Venezuela, 18 de abril de 1981) es una cineasta y etnóloga venezolana, fundadora de Salinas Producciones C.A. Sus documentales abordan temas culturales y etnológicos descubiertos en sus investigaciones, y sus principales trabajos se centran en la música. Es conocida por su trabajo como productora de Tambores de Agua, un encuentro ancestral que explora cómo las influencias musicales africanas aparecen en la música venezolana. En 2015 estuvo en la producción de Teresita y El Piano, un documental sobre la vida de Teresa Carreño. Sus producciones han participado en varios festivales internacionales de cine e instituciones académicas. También trabaja para promover la divulgación cultural a través de sus películas, tanto en Venezuela como a nivel internacional.

## Educación
En 2005 se graduó en ciencias políticas en la Universidad de los Andes y obtuvo una maestría en etnología en la misma institución en 2010. También ha cursado talleres de guion y escritura de guiones en la Escuela de Creatividad GUIONARTE en Argentina en 2013 y en la Escuela Internacional de Cine y Televisión San Antonio de los Baños, Cuba de 2011 a 2012, lanzamiento en el Centro Nacional Autónomo de Cinematografía en 2010, y animación en Casa América en 2009.

## Carrera
En su carrera, Gómez ha trabajadora como productora en dos largometrajes y cinco series de televisión, con un total de 37 documentales. Su trabajo explora a menudo temas internacionales, con rodajes en varios países, como Venezuela, Colombia, Cuba y Camerún. La financiación de sus proyectos procede de diversas fuentes, entre las que destaca el Centro Nacional Autónomo de Cinematografía (CNAC), tanto a nivel nacional como internacional. Sus producciones han sido reconocidas en varios festivales internacionales de cine como el Festival Internacional de Cine de Berlín, Le Marché du Film - Festival de Cannes en Francia, el Mercado de Cine BAFICI en Argentina, el Mercado del Festival Internacional de Cine de Guadalajara, los Mercados de Documentales DocMontevideo y Ventana Sur en Argentina.
En Tambores de agua, un encuentro ancestral, dirigido por Clarissa Duque y estrenado en 2008, Gómez asumió múltiples funciones como productora, entre ellas las de ejecutiva, general, de campo y etnológica, y dirigió los esfuerzos para organizar el rodaje en Venezuela y Camerún. El CNAC ofreció el principal apoyo como la producción.
La segunda película en la que trabajó, Ajíla, dirigido por Miguel Guédez y rodado en los llanos venezolanos en 2010, la vio de nuevo en el papel de productora a nivel ejecutivo, general y de campo.
Su proyecto más reciente, Macanao: Huellas en el tiempo, es una miniserie documental de cuatro capítulos financiada por ConCiencia TV, del Ministerio de Educación Superior de Venezuela. En el proyecto, Gómez participó en la investigación de la autoría, contribuyó al guion y dirigió. La serie se emitió por primera vez en marzo de 2016 y pretendía arrojar luz sobre la realidad histórica y genética de la isla de Margarita.
A partir de 2015 Gómez comenzó a trabajar en su primer largometraje como directora, Teresita y El Piano. El documental explora la vida y la música de la pianista y compositora venezolana Teresa Carreño, trazando su viaje a través de Venezuela, Cuba, Estados Unidos, Francia, Reino Unido y Alemania. El recibió financiación de Cine Iberoamericano IBERMEDIA y el documental fue seleccionado para grandes clínicas de desarrollo en el Talent Campus, 2012, Berlinale Talents, y el Instituto Sundance en 2014. Su productora, Salinas Producciones, organizó un concierto con la música de Teresa Carreño en el Teatro Teresa Carreño de Caracas en julio de 2016.
Además de su trabajo cinematográfico, Gómez es coordinadora de proyectos y campañas audiovisuales para la Fundación Humanit'as, una ONG internacional venezolano-alemana patrocinada por las Naciones Unidas. También fundó su propia productora, Salinas Producciones C.A., ubicada en el estado de Nueva Esparta.

## Filmografía
- Tambores de Agua, un encuentro ancestral (2008, producción)
- Saber Rural (2009, serie de televisión)
- Ajila (2010)
- Luisa Cáceres: La heroína de la Resistencia (2012, animación para televisión)
- Paraguachoa, Resiste II Parte (2013–2014, serie de televisión)
- Guárama (2014, serie de televisión)
- Macanao, Footsteps in Time (2015, serie de televisión, producción)